# Viktor Avilov
Viktor Ivanovič Avilov, in russo Виктор Иванович Авилов? (Saratov, 1º maggio 1900 – 24 aprile 1997), è stato un diplomatico russo.

## Biografia
Nato Saratov nell'allora Impero russo nel 1900, ottenne una laurea a Saratov nel 1928 e si trasferì per motivi prima di studio e poi di lavoro al Ministero degli Esteri sovietico.
Dopo essere stato ambasciatore a Parigi, fu rappresentante dell'Unione Sovietica in Belgio dal 24 gennaio 1953 al 9 ottobre 1958.
Tornato in Russia, fu nominato ambasciatore dell'Unione Sovietica in Austria dal 14 giugno 1960 al 30 giugno 1965.
| Controllo di autorità | VIAF (EN) 2786172459146222830001 |